# وان عليا
وان عليا (بالإنجليزية: Van-e Olya)‏ هي منطقة سكنية تقع في قسم اجارود الشرقي الريفي في إيران. يقدر عدد سكانها بـ 97 نسمة .